# Сюромошур
Сюромошу́р (рос. Сюромошур) — присілок у складі Селтинського району Удмуртії, Росія.

## Населення
Населення — 262 особи (2010; 341 в 2002).
Національний склад станом на 2002 рік:
- удмурти — 95 %

## Урбаноніми[3]
- вулиці — Молодіжна, Пушкінська, Удмуртська, Центральна